# Enicospilus flavorbitalis
Enicospilus flavorbitalis es una especie de insecto del género Enicospilus de la familia Ichneumonidae del orden Hymenoptera.

## Historia
Fue descrita científicamente por primera vez en el año 1990 por Tang.